# Journal of the Adelaide Botanic Gardens
Journal of the Adelaide Botanic Gardens (abreviado J. Adelaide Bot. Gard.) es una revista ilustrada con descripciones botánicas que es editada en Adelaida (Australia) por el Jardín Botánico de Adelaida desde el año 1975 hasta ahora.